# Edició dividida
Una edició dividida és una transició d'una presa a una altra en pel·lícules o vídeos, on les transicions d'audio i vídeo tenen llos en diferents temps. Normalment es realitza per millorar l'estètica o la fluïdesa de la pel·lícula, permetent a l'audiència veure el context que es tractarà, ja sigui abans o després, en lloc de no mostrar-lo. Sense l'edició dividida, una conversació entre dues persones pot donar la sensació d'un partit de tennis.
L'edició dividida també s'utilitza per amagar transicions entre escenes. Poden ser molt efectives en l'edició d'escenes amb diàleg gravades només amb una sola càmera realitzant múltiples tasques. L'habilitat de tallar el vídeo/fotografia per separat de l'àudio/so permet que el so del diverses preses flueixi de manera suau, encara que els talls d'imatge siguin en diferents punts. En preses més llargues, la tècnica permet l'editor utilitzar la imatge d'un moment amb el so d'un altre punt, si la lectura del diàleg és millor.
Tradicionalment, l'edició dividida ha estat descrita com a superposició el so, sense confondre-ho com a superposició el diàleg, el qual implica disposar una pista de so sobre una altra pista de so.
Amb la proliferació d'ordinadors amb sistemes d'edició no linear diferents variants d'edició dividida han rebut els seus propis noms basats en com l'edició del vídeo és presentada en la cronologia. Una variant de l'edició dividida quan l'audio de l'escena precedent se superposa amb el video de la següent escena s'anomena tall L. Si l'àudio de l'escena següent superposa el vídeo de l'escena precedent, llavors aquest tall rep el nom de tall J.
El 2011 Barry Salt va investigar 33 pel·lícules americanes realitzades entre 1936 i 2014 i va anotar que "l'ús d'edicions amb talls J semblava haver augmentat recentment, a una proporció més o menys igual a la de les edicions amb talls L" tot i que a causa de la petita mostra de pel·lícules que va estudiar, va ser prudent de no concloure-ho perquè no esdevingués una tendència.